# Kalyan (Népal)
Kalyan (en népalais : कल्यान) est un comité de développement villageois du Népal situé dans le district de Surkhet. Au recensement de 2011, il comptait 6 307 habitants.